# Hundertmänner-Kollegium

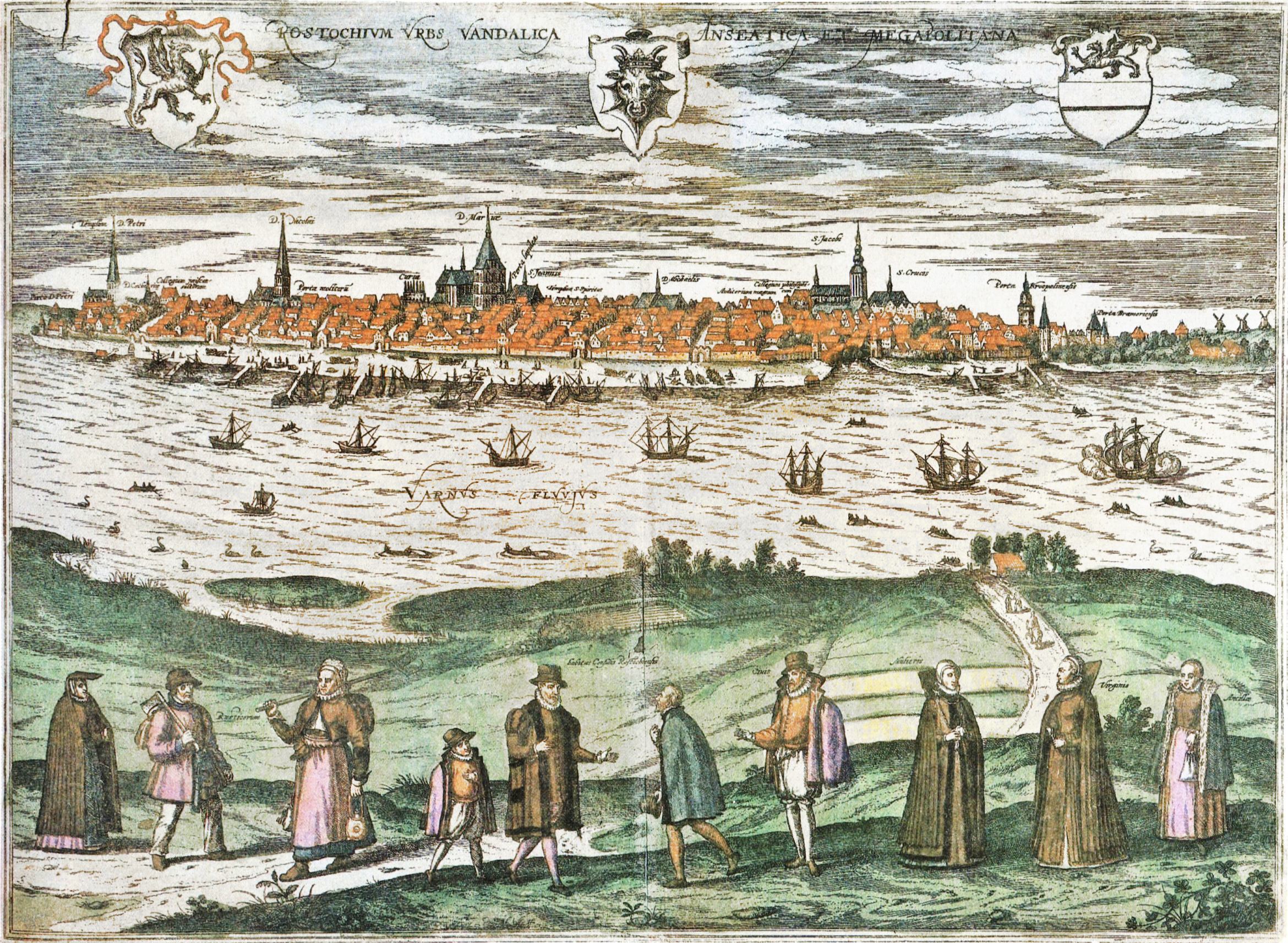
Rostock zur Zeit der Gründung des Hundermänner-Kollegiums (1597)

Das Hundertmänner-Kollegium (mit vollem Titel: Das die ganze Bürgerschaft repräsentierende Kollegium der Hundertmänner) war eine 1583 gegründete Bürgervertretung in der Hansestadt Rostock, deren Mitglieder die Inhaber des Rostocker Bürgerrechts durch Wahl bestimmten.

## Vorgeschichte
Das Bestreben des Rostocker Rates, sich nach der Erlangung von Münzgerechtigkeit 1325 und der vollen Gerichtsbarkeit 1358 völlig dem Einfluss des mecklenburgischen Herzoghauses zu entziehen und zu einer Freien Reichsstadt zu werden, führte seit der Stadtgründung immer wieder zu Auseinandersetzungen mit dem Herzog. Zudem bediente sich der Herzog der innerstädtischen Oppositionsgruppen, die sich hauptsächlich aus nicht ratsfähigen Handwerkern zusammensetzten, um Zwistigkeiten in der Stadt zu säen. Die Oppositionsgruppen entstanden aufgrund der Struktur und Zusammensetzung des Rostocker Rates. Hier herrschte eine Hoheit der angestammten Patrizierfamilien, die teilweise über Jahrzehnte aus ihren Reihen Ratsherren und Bürgermeister stellten, die Posten wurden häufig regelrecht vererbt. Wenn ein auf Lebenszeit amtierender Ratsherr starb, wurde durch den Rat selbst aus ihren Familien ein neuer Ratsherr erwählt. Im 15. Jahrhundert begann eine fast zweihundert Jahre dauernde Zeit von Unruhen in der Stadt. Die Entwicklung der Stadt war auch durch die Hanse erfolgreich verlaufen und die Ämter der Handwerker drängten nach einer Mitbestimmungsmöglichkeit. In erster Linie war das Ziel der Opposition immer die Schaffung von Ausschüssen oder einer den Rat begleitenden Bürgerschaft. Nach Lübecker Vorbild wurde dem Rat 1408 ein Bürgerbrief abgetrotzt. In diesem wurde der erhebliche Landbesitz der Ratsfamilien im Rostocker Umland kritisiert sowie die Geschlechterrolle und der Heiratskreis der führenden Patrizierfamilien. 

### Sechzigerausschüsse
1410 wurde der Rat durch einen Sechzigerausschuss abgesetzt und eine Ratswahlordnung erlassen. In dieser war eine jährlich wirkende Wahl und die Besetzung von einem Drittel der Sitze im Rat für die Handwerksämter festgelegt. Bereits 1428 kam es zu erneuten Auseinandersetzungen, die sich gegen die Geschlechter der Patrizier richteten. Auch diesmal trat ein Sechzigerausschuss auf, der mit jeweils 30 Handwerkern und 30 Kaufleuten besetzt war. Durch Druck der Hanse und außenpolitische Umstände wurde der Konflikt 1439 beigelegt. Neuerliche Unruhen ereilten Rostock 1487 bis 1491, als mit der Gründung eines Kollegiatstiftes an der Jakobikirche der Herzog seinen Einfluss auf die Stadt erhöhen wollte. Dies führte zu gewaltsamen Auseinandersetzungen, die als Rostocker Domfehde in die Geschichte eingingen.

### Vierundsechziger
Ein weiterer Schritt zur Bildung einer Bürgerschaft war die durch die in der Grafenfehde von 1534 erlittene Niederlage der Stadt Lübeck und die damit verbundenen Kriegslasten, die auch Rostock zu tragen hatte. Ein am 14. Juni 1534 gebildeter Bürgerausschuss musste vom Rat anerkannt werden. Man nahm die Tradition auf und berief 64 Mitglieder, jeweils zur Hälfte Kaufleute, darunter viele Brauherren, und Handwerker. Die städtischen Unterschichten waren noch immer nicht vertreten. Sechzehn Älteste bildeten eine Gruppe, die die Vierundsechziger repräsentierten. Besetzt war diese mit neun Kaufleuten und sieben Handwerkern. Durch das Scheitern der militärischen Bestrebungen in Skandinavien von Herzog Johann Albrecht mit der einhergehenden Geldknappheit des Landesherrn nahmen die Feindseligkeiten zwischen der Stadt und dem Herzog zu. Hohe Geldforderungen an den Rat für die herzogliche Universität und die Zusage der Bürgermeister für eine Zahlung führten zu deren Absetzung und 1560 zur Einsetzung eines Sechzehnerausschusses mit vom Rat gewählten Mitgliedern und der gleichberechtigten Stellung der Sechziger, was zu einer Doppelherrschaft bis 1565 führte. Die Sechziger beschlossen am 11. Mai 1563 die Formula concordiae, mit der die Zuständigkeit zwischen Universität und Herzog neu geregelt wurde. 

### Erbverträge
Durch die Verhaftung eines Mitglieds der Sechziger durch den Rat und dessen gewaltsame Befreiung sowie Verdächtigungen der Bürgerschaft, dass Mitglieder des Rates mit dem Herzog zusammenarbeiteten, kam es zu einer Zuspitzung der Lage. Im Ergebnis zog Herzog Johann Albrecht am 28. Oktober 1565 in die Stadt, vernichtete den Bürgerbrief und löste die Sechziger auf. Das Steintor wurde abgerissen und ein Zwinger vor der Stadt errichtet. Nach der Sperrung des Ostseezugangs in Warnemünde wurde der Rat zur Anerkennung der Oberhoheit des Herzogs gezwungen und 1573 der Erste Rostocker Erbvertrag unterzeichnet.
Die Geschichte wiederholte sich unter Herzog Ulrich im Jahr 1584, wieder wurde die Stadt durch die Androhung der Sperrung der Warnow zum Abschluss eines zweiten Erbvertrages gezwungen.

## Gründung des Hundertmänner-Kollegiums
Zeitgleich wurde am 31. Dezember 1583 mit dem Hundertmänner-Kollegium ein dauerhaftes Gremium der Bürgerschaft gebildet. Mitglieder waren je 40 Handwerker, vor allem aus den Gewerken Schuster, Schmiede, Bäcker und Wollenweber, 40 Brauherren und 20 Kaufleute. Die Vertreter der Handwerker waren meist die Alterleute der Ämter (Zünfte). Das Kollegium teilte sich in vier Quartiere mit paritätisch besetzten 25 Mitgliedern. Mit der Gründung des Kollegiums gelang eine Befriedung und eine Stabilisierung der politischen Verhältnisse in der Stadt. Das Verhältnis zwischen Rat und Gemeinde war damit ausgeglichen und für Rostock begann ein wirtschaftlicher und kultureller Aufschwung. Da die unteren Bevölkerungsschichten noch immer nicht in diesem Gremium vertreten waren, gab es innerhalb des Rates und des Kollegiums keine großen sozialen Unterschiede, das Verhältnis hatte sich sogar weiter zugunsten der Oberschicht verschoben. Als engerer Ausschuss wurde zum Ende des 16. Jahrhunderts wieder ein Sechzehnerausschuss gewählt, in dem aus jedem Quartier je zwei Brauherren, ein Kaufmann und ein Handwerker saßen. Neben dem Vorteil einer breiteren Mitbestimmung gab es durch das Kollegium oft den Nachteil der Verzögerung von Beschlüssen, wenn große Teile der Hundertmänner-Vertreter bei Sitzungen nicht erschienen und teilweise mehrere Wochen abwesend waren.